# دانمارک در المپیک تابستانی ۱۹۰۸
دانمارک در بازی‌های المپیک تابستانی ۱۹۰۸ که در شهر لندن برگزار شد، کاروان دانمارک با ۱۰۱ ورزشکار در این رقابت‌ها شرکت کرد و موفق به کسب ۵ مدال (۰ طلا، ۲ نقره، ۳ برنز) شد. در جدول رتبه‌بندی توزیع مدال‌ها، دانمارک در ردهٔ ۱۶ مسابقات قرار گرفت.